# Pont de Bellerive
Pour les articles homonymes, voir Bellerive et Avenue Aristide-Briand.
Pour le projet de pont routier sur la Saône, voir Pont Jacques-Chirac.
Le pont de Bellerive, officiellement le pont Jacques-Chirac (depuis le 4 avril 2022, auparavant pont Aristide-Briand), est un pont routier en poutres d'acier franchissant la rivière Allier, dans le département du même nom, situé à la limite entre les communes de Vichy et Bellerive-sur-Allier. Il a été construit entre 1930 et 1932, remplaçant le pont de 1870 devenue trop étroit qui lui-même avait remplacé différents ponts successifs détruits par les fortes crues de la rivière. Contrairement à ce qui est souvent affirmé, il ne s'agit pas d'un élargissement du pont de 1870, qui a été détruit pour permettre la construction du nouveau pont. Le pont de Bellerive était, avant la construction en 1963 du pont de l'Europe au nord de la ville, le seul pont de Vichy traversant l'Allier. Il est emprunté quotidiennement par environ 30 000 véhicules.

## Localisation
Depuis l'amont de la rivière, le pont de Bellerive est le premier pont routier passant exclusivement dans le département de l'Allier.
En amont, le viaduc ferroviaire d'Abrest, où passe la ligne de Vichy à Riom, relie le centre-bourg d'Abrest au nord d'Hauterive. Il possède une voie pour piétons mais qui ne permet pas le passage de véhicules à moteur. Le deuxième pont plus en amont est le pont de Saint-Yorre, franchi par la route départementale 121 et donc géré par le département de l'Allier. Mais sa partie aval côté rive gauche est situé dans le département du Puy-de-Dôme et la route prolongeant le pont est la route départementale 434 de ce département.
À 2 500 mètres en aval du pont de Bellerive, le pont de l'Europe relie également Vichy (en rive droite) à Bellerive-sur-Allier (en rive gauche)  mais est plus éloigné des deux centres urbains. Bien que plus récent (1963), il possède presque les mêmes caractéristiques. Encore plus en aval se trouve le pont Boutiron (1913), pont routier reliant Creuzier-le-Vieux à Charmeil. 
Le ruisseau le Sarmon se jette dans l'Allier juste en aval du pont de Bellerive, côté rive gauche.
La limite entre les communes de Bellerive et Vichy passe au milieu du pont (située au milieu de la rivière en amont du pont, elle tend ensuite, en aval de celui-ci, vers la rive gauche jusqu'à dépasser la berge le long du golf sur environ 500 mètres avant de repartir vers le milieu de la rivière).
Le pont de Bellerive est orienté du sud-ouest (rive gauche) vers le nord-est (rive droite).

## Caractéristiques
Le pont est long de 260 mètres, pour une largeur de quinze, dont neuf de voie routière bordée de part et d'autre de deux trottoirs de trois mètres de largeur. Il est composé de six travées en acier, reposant sur des piles en pierre, et d'une arche de pierre au-dessus de la voie sur berge rive droite (côté Vichy). Une partie des piles en pierre (côté aval) et probablement une partie de cette arche de pierre (également côté aval) sont les seuls éléments restant de l'ancien pont de 1870.
Chaque travée est composée de quatre poutres à âme pleine en acier d'une hauteur de 4 mètres aux appuis sur les piles du pont et de 2 mètres à la clef de la travée qui portent le tablier. Contrairement à l'apparence que donne la forme de ces poutres, le pont de Bellerive n'est pas un pont en arc, la poussée ne s'exerce pas sur la voute mais verticalement sur les piles. La première et la dernière travées ne s'appuient pas d'ailleurs pas sur les deux culées rives droite et gauche mais sont posées sur des appareils d'appui à roues en acier pour permettre la dilatation des poutres sous la chaleur.
Le pont est toujours éclairé par ses quatorze lampadaires (deux à chaque entrée et deux à la verticale de chaque pile se faisant face) d'époque, de style Art déco. La rambarde d'acier d'époque a été remplacée en 2020 par une rambarde similaire en aluminium mais réhaussée, avec le même style Art déco à motif géométrique simplifié de l'ancienne.
De l'été 2011 — avec la création d'un itinéraire cyclable faisant le tour du plan d'eau — jusqu'au printemps 2021, les cyclistes pouvaient circuler sur les trottoirs du pont. Une ligne continue séparait le trottoir piéton (côté rivière) de la bande cyclable (côté voie routière). En août de cette même année, en rive droite (côté Vichy), un marquage au sol parallèle au passage piétons a été créé pour relier les parcs Napoléon-III et Kennedy (il sera modifié fin 2019 avec le réaménagement de l'entrée de ville). En rive gauche, il a existé, de 2010 à 2012, un passage piétons en deux temps ; il a été supprimé et remplacé par un simple passage piétons doublé par une traversée cyclable mise en évidence, supprimé et déplacé en 2021 avec la création d'une bande cyclable sur le pont.

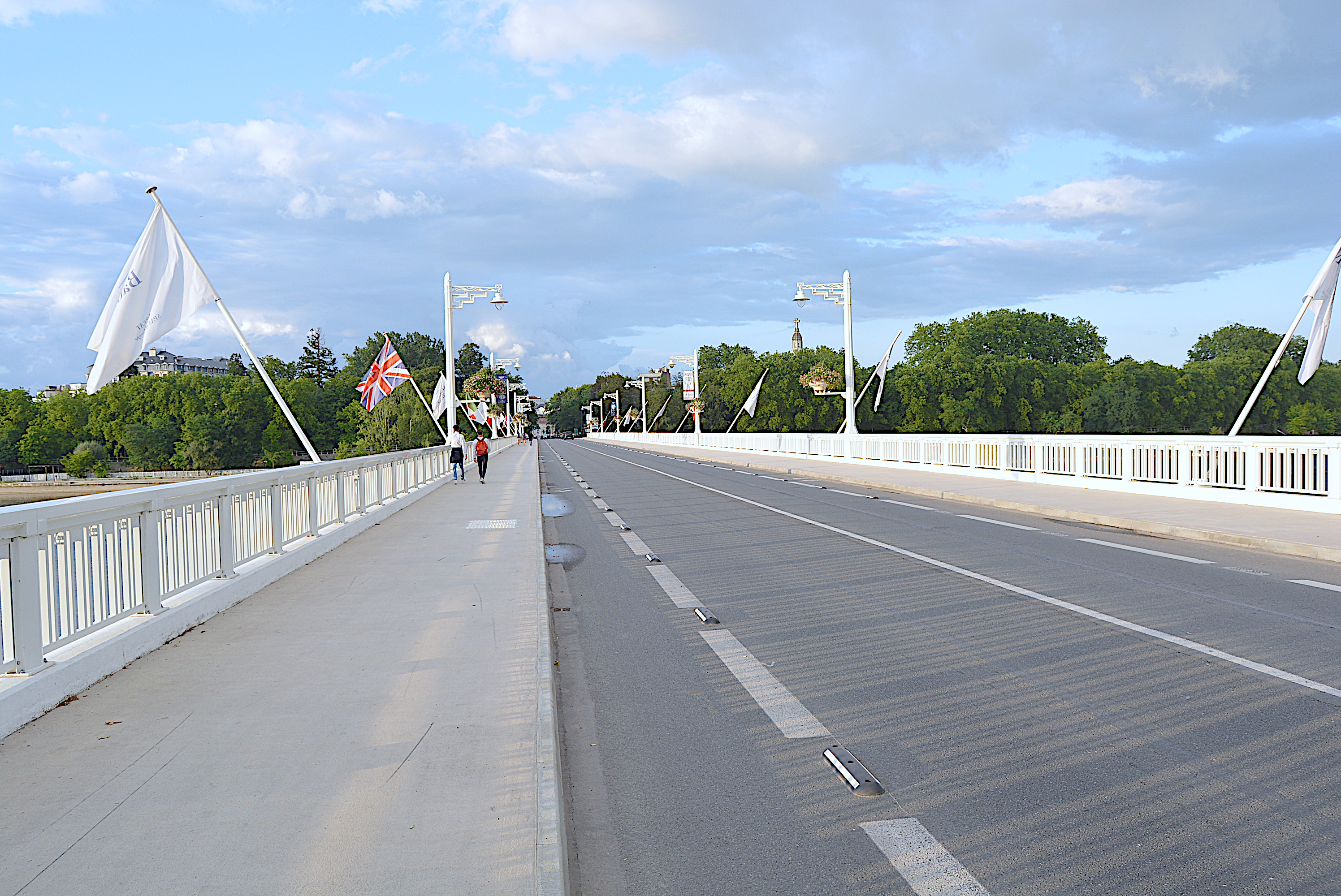
Trottoirs (2 × 3 mètres) et chaussée routière (9 mètres) du pont de Bellerive. La voie pour piétons est située sur le trottoir tandis que la voie pour cyclistes est sur la chaussée.
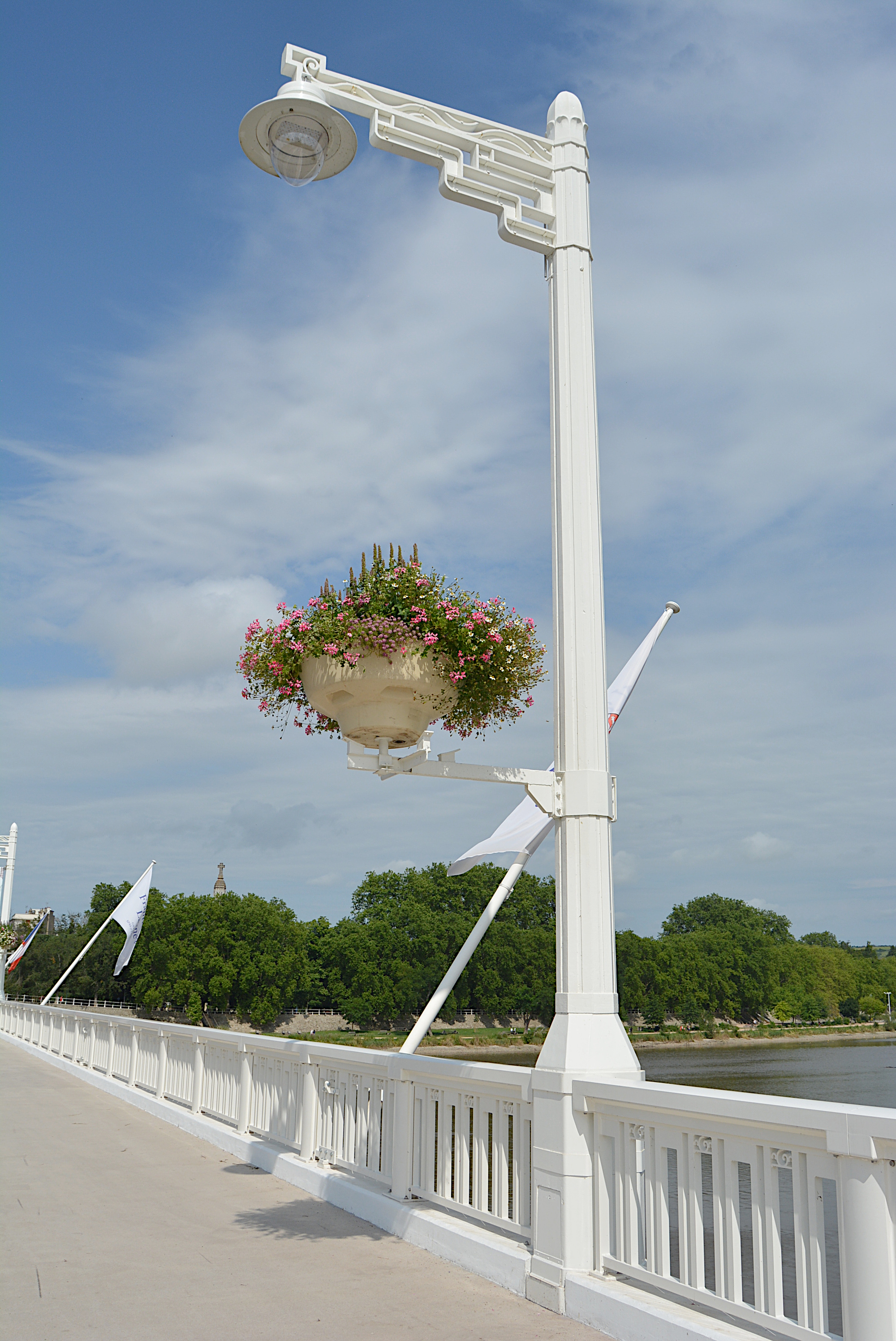
Un des quatorze lampadaires Art déco du pont.
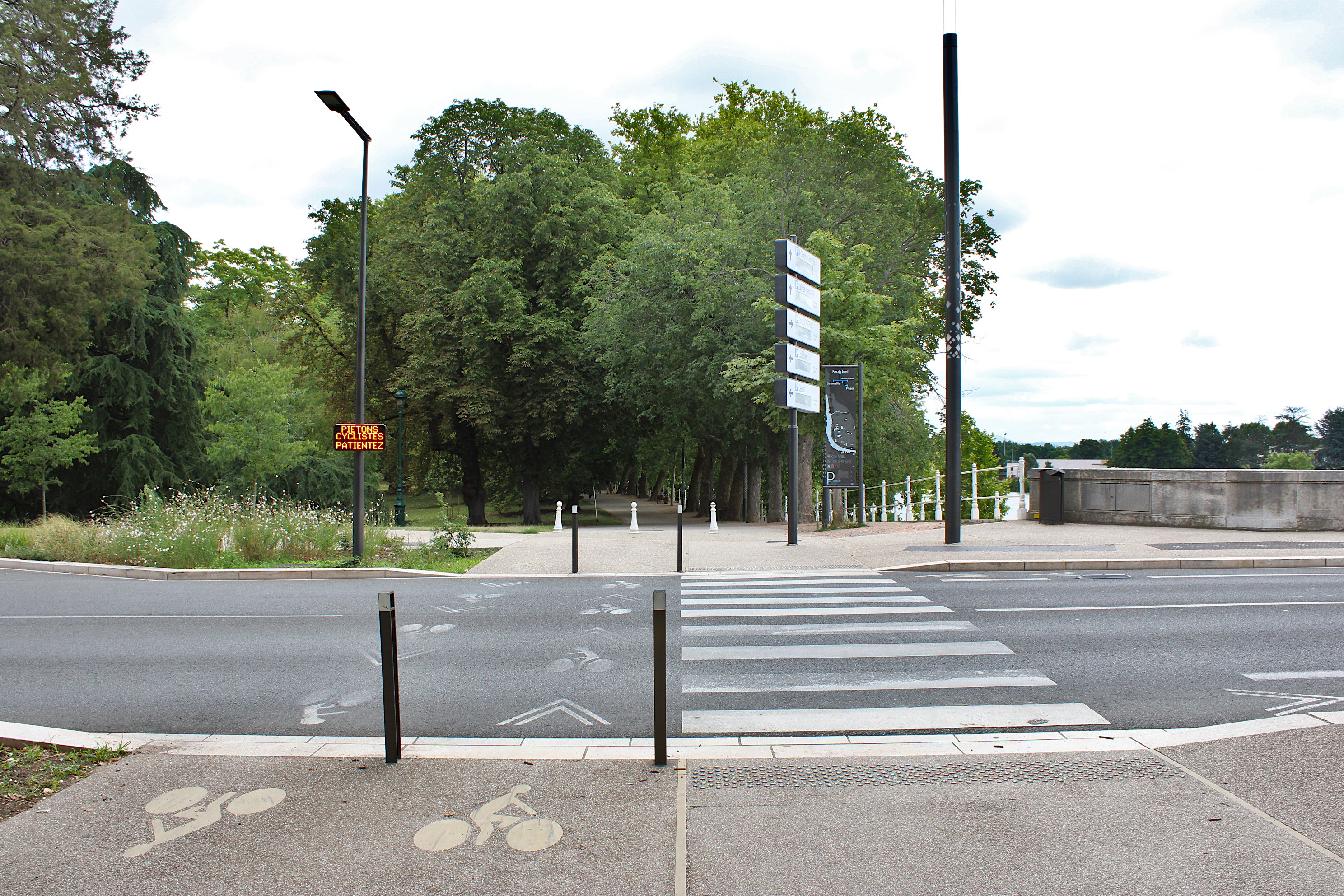
Traversées mixtes (cyclistes et piétons), en direction du parc Kennedy, en 2025.

Le pont abrite sous le tablier deux canalisations en fonte de 30 cm de diamètre pour évacuer les eaux usagées de cinq communes de l'agglomération — Brugheas, Serbannes, Hauterive, Espinasse-Vozelle, Bellerive et une partie d'Abrest soit 10 000 habitants — vers la station d'épuration située rive droite.
Une autre canalisation, en acier inox, permet le transfert de l'eau de la source Boussange, située à Bellerive, vers les Thermes de Vichy.

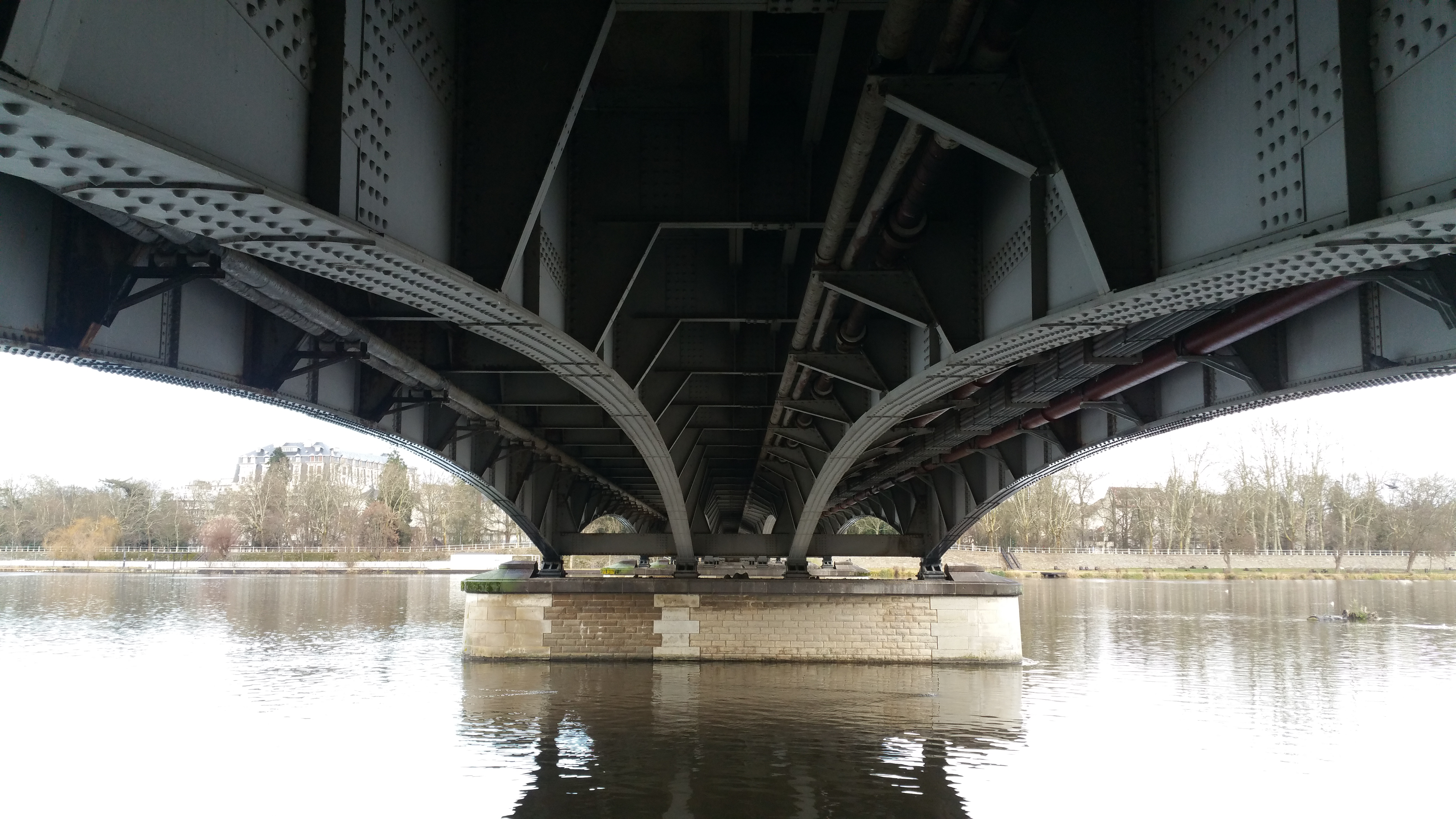
Travée la plus proche de la rive gauche (côté Bellerive) avec les quatre poutres en âme pleine rivetée. Sur la pile du pont, on aperçoit bien la différence entre l'ancienne pile du pont de 1870 (tiers gauche, côté aval) et son élargissement de 1930 (deux tiers droits, côté amont).
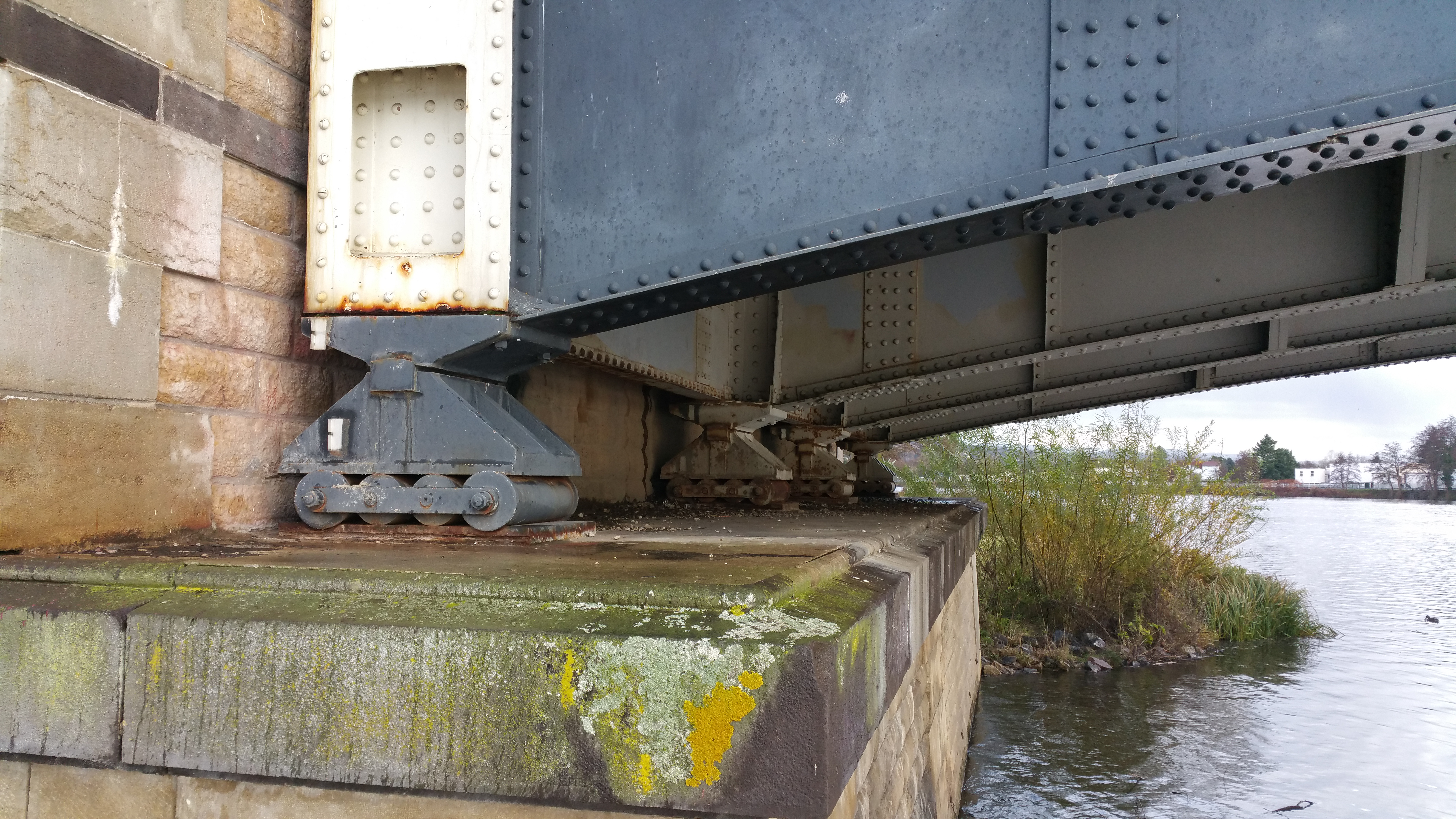
Les quatre appareils d'appui à roues d'acier supportant les poutres de la travée sur la rive droite (côté Vichy) et permettant la dilatation des poutres et du tablier. Quatre consoles identiques se trouvent sur la rive gauche.

## Directions desservies
En rive droite, la voie de circulation entrante dans la ville de Vichy s'élargit à trois voies après un passage piétons et sa traversée cyclable parallèle (depuis sa rénovation fin 2019) :
- une voie pour tourner à gauche, vers le quartier thermal (boulevard des États-Unis) en longeant le parc Napoléon-III ;
- une voie centrale (avenue Aristide-Briand) ;
- une voie pour tourner à droite (boulevard Kennedy longeant le parc du même nom), directions : autoroute A89, Thiers, gare SNCF.

En rive gauche, la voie de circulation entrante dans Bellerive-sur-Allier rejoint, après 200 mètres environ, un rond-point qui oriente :
- à l'ouest, sur la route départementale 2209 (nommée avenue de la République sur sa partie bellerivoise) en direction de Gannat, qui dessert le centre-ville et les quartiers nord de Bellerive, l'accès nord à la voie de contournement sud-ouest de Vichy (route départementale 906) et l'accès à l'autoroute A719 ;
- au sud-ouest, vers un second rond-point qui oriente :
  - au sud-ouest, sur la route départementale 1093 qui permet d'accéder aux quartiers de Chantemerle de Bellerive-sur-Allier, à Randan, Maringues et Pont-du-Château (accès interdit aux plus de 7,5 tonnes) ;
  - au sud-est, sur la route départementale 131 (avenue du Général-de-Gaulle sur sa partie bellerivoise) qui dessert les quartiers sud de Bellerive, dont la zone d'activités de Navarre, les berges de l'Allier, les stades et Hauterive.

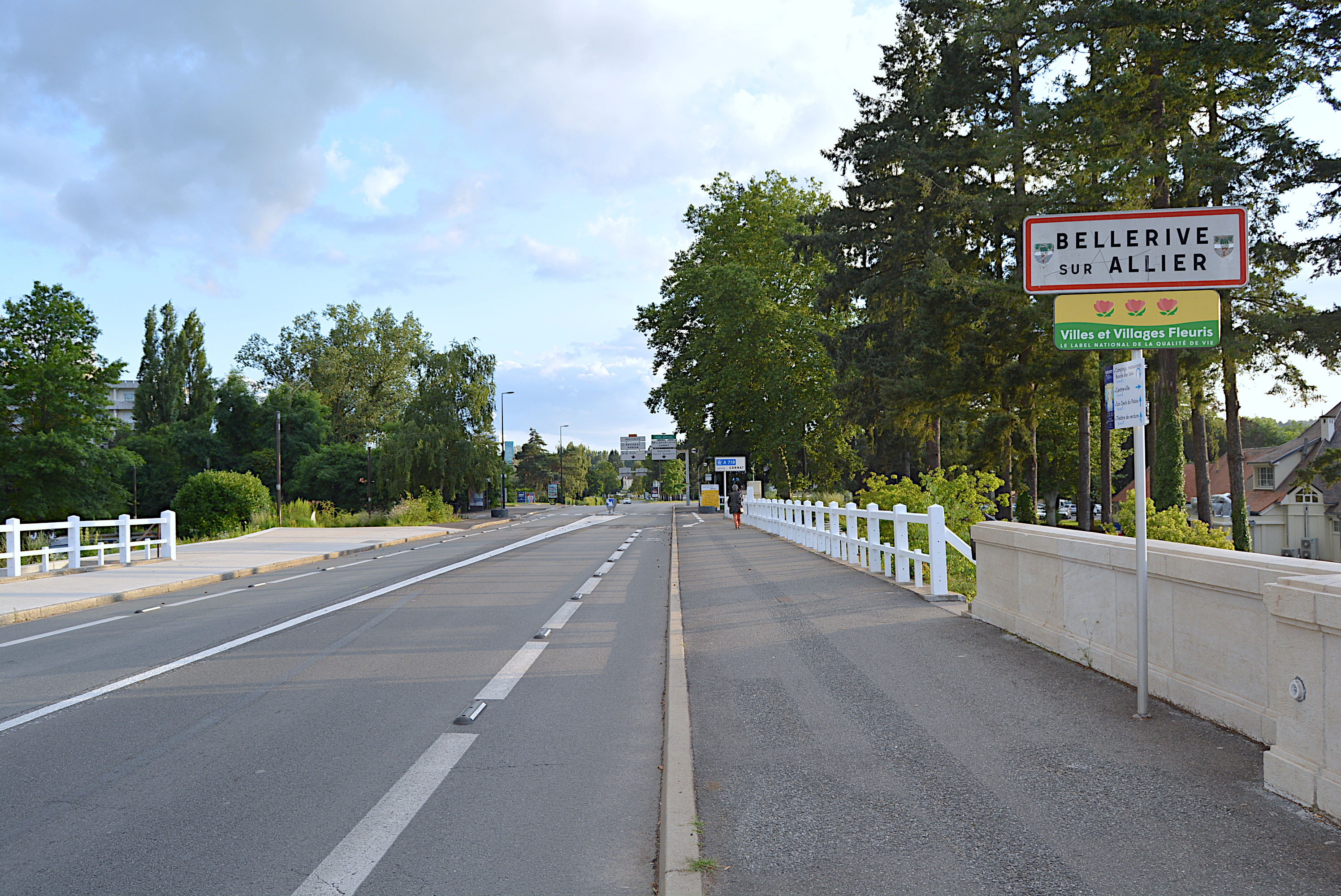
Entrée de Bellerive-sur-Allier depuis le pont, en 2021.
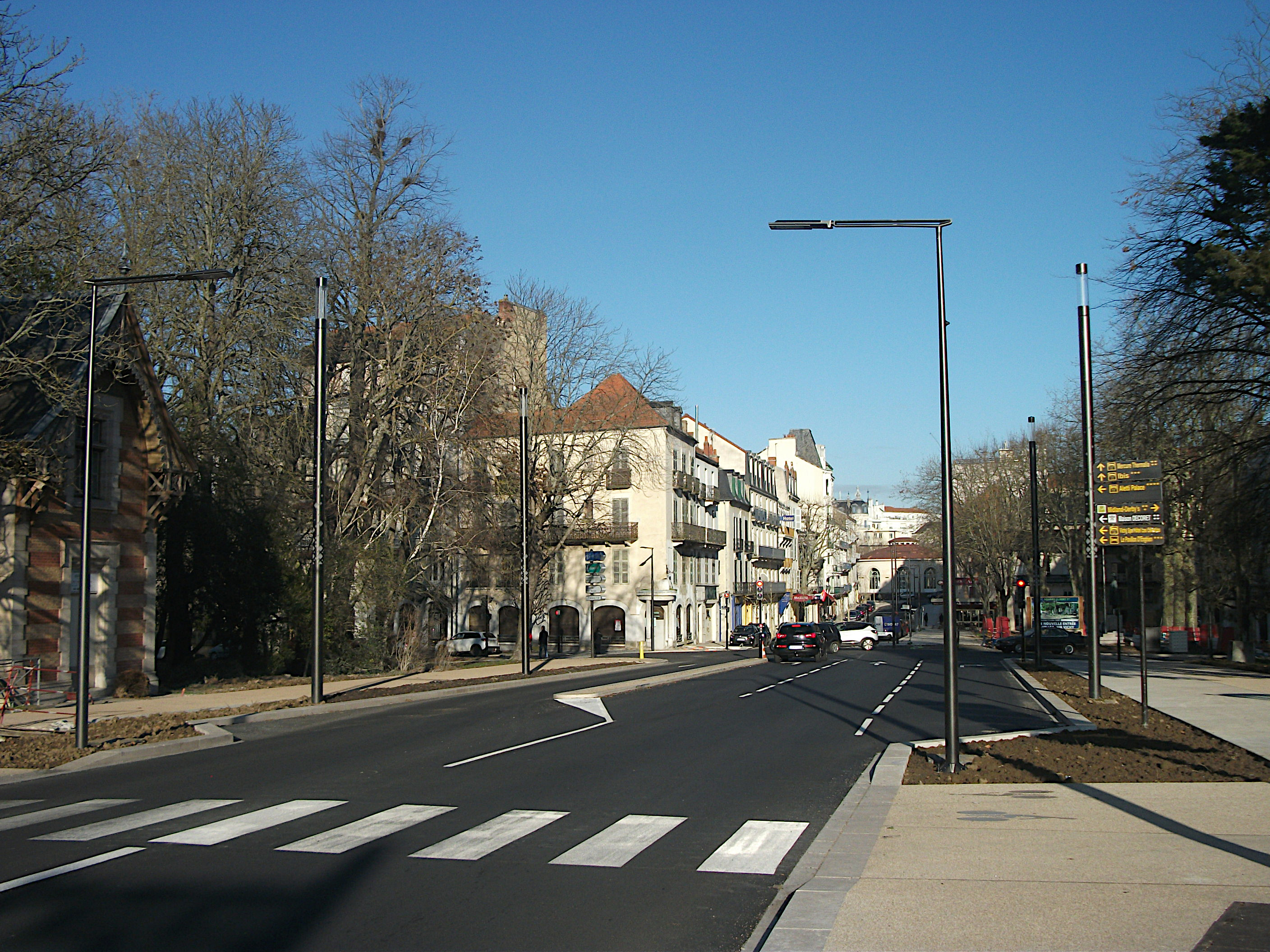
Entrée de Vichy depuis le pont, début 2020.

## Histoire

### Ponts précédents
Vichy s'est d'abord construite à un des points de franchissement historique de l'Allier. Les premiers ponts dont il est fait mention sont les ponts provisoires construits par les légions romaines pour se rendre et revenir de Gergovie en 52 av. J.-C. et dont Jules César parle dans ses Commentaires sur la Guerre des Gaules. Les détails donnés laissent penser aux historiens que le pont construit pour franchir l'Allier au retour de Gergovie (situé à une dizaine de kilomètres au nord de Clermont-Ferrand) a probablement été construit à ou aux environs de ce qui allait devenir Vichy.
Les temps troublés du Moyen Âge voient le déplacement de la cité vers la butte des Célestins, plus propice à la défense de la ville. Et c'est au pied de cette butte, à l'emplacement ou à proximité immédiate de l'actuel pont de Bellerive que vont être construits au cours des siècles plusieurs ponts successifs en bois, régulièrement emportés par les crues violentes de l'Allier. Cet emplacement, s'il permet un accès direct à la ville n'est pas le plus propice pour résister aux crues. Du fait de la butte des Célestins, le lit de la rivière est plus étroit et donc la pression des flots plus importante lors des crues. 
La ville connaîtra de longues périodes sans pont dont une de la fin du XVIIe siècle ou tout début du XVIIIe siècle jusqu'à 1832 ou 1833, soit plus de 120 ans, où la traversée se faisait alors uniquement en bac (la « charrière »). 
Un pont partiellement suspendu est construit en 1832, s'appuyant alors sur la longue île (aujourd'hui disparue) qui se trouve au milieu de la rivière. Moins de trois ans plus tard, le 7 mai 1835, il est détruit partiellement par une crue. Il est reconstruit et rouvert le 17 mars 1838 mais de nouveau endommagé par la crue de 1846.
Une partie du pont est de nouveau détruite le 27 septembre 1866 par la crue centennale que connut l'Allier cette année-là. Un pont provisoire en bois est alors édifié, à une centaine de mètres en amont, face à la source des Célestins. Mais au vu du développement qu'a connue la station thermale, il est décidé de construire un pont durable. Celui-ci, en fonte, construit par l'ingénieur Jean-François Radoult de Lafosse entre en service en 1870 au même emplacement que les ponts de 1832 et 1838 (à la demande de Napoléon III, Radoult de Lafosse avait construit en 1861 les digues côté rive droite pour protéger la station thermale des crues). Les espaces gagnés avaient ensuite été transformés en parc (les actuels parcs Napoléon-III et Kennedy de part et d'autre du pont).

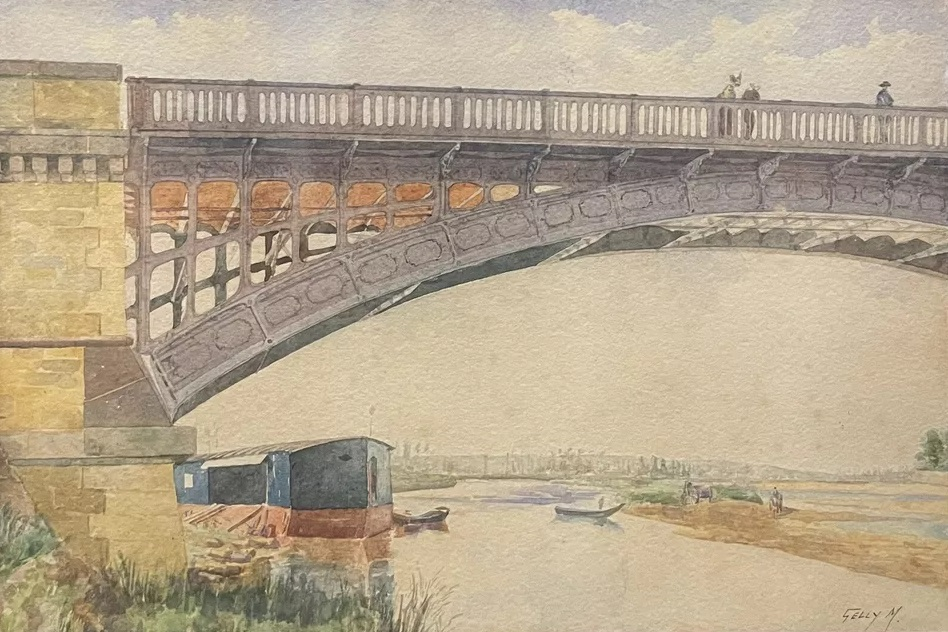
Le pont vers 1900 (aquarelle de Michel Gelly).

Ce nouveau pont va faciliter le développement du trafic routier. Il sert en effet à l'approvisionnement de la station thermale, aux promenades des curistes dans les villages de la rive gauche mais aussi au désenclavement de Vichy. Les routes pour Moulins, par Saint-Pourçain-sur-Sioule, et Clermont-Ferrand par Randan sont plus praticables que les routes situées rive droite. Il résiste aux crues de 1881, 1902, 1907 et 1913.

### Projet d'élargissement puis d'un nouveau pont
Dès le début des années 1890, vingt ans seulement après sa construction, le pont est jugé trop étroit et les deux conseils municipaux vont alors demander régulièrement son élargissement. Plusieurs projets en béton armé, une technique alors récente, sont proposés dont un d'Eugène Freyssinet, l'inventeur du béton précontraint, mais ils ne sont pas retenus. Ces projets se heurtent également à un problème financier, l'État n'accepte de prendre en charge que la moitié du cout de l'élargissement du pont, estimé à 646 000 francs en 1908.
Après la Première Guerre mondiale, avec le développement de la station thermale, les embouteillages se multiplient surtout les jours de course à l'hippodrome, situé rive gauche, côté Bellerive, et les trottoirs ne sont plus assez larges pour le flux de piétons. On parle alors non plus d'élargir le pont actuel, mais d'en bâtir un nouveau et de faire appel pour son financement à la Compagnie fermière de Vichy. Celle-ci en effet doit contractuellement, durant la durée de son bail, engager 25 millions de francs de travaux pour « améliorer et agrandir le domaine de l'État ». Mais son ministère de tutelle, le ministère du Travail et de la Santé, n'est pas d'accord pour que la Compagnie assure à elle-seule le financement intégral d'un nouveau pont, estimé à 3 500 000 F dans les années 1920. Le ministère fixe un maximum à 1 000 000 F. Outre l'aspect financier, se pose aussi le problème de la traversée de l'Allier pendant les travaux: doit-on bâtir un pont provisoire, faire construire le pont en moins de sept mois entre deux saisons thermales (les voitures seraient alors déviées vers le pont Boutiron à Creuzier-le-Vieux, mais que certains jugent trop éloigné au nord, et les piétons traverseraient par la passerelle située au-dessus du barrage face à l'hippodrome) ? Le projet est aussi compliqué par la très forte inimitié entre le maire de Vichy d'alors Louis Lasteyras et le maire de Bellerive-sur-Allier Jean-Baptiste Burlot.

### Le nouveau pont, 1929-1932
C'est finalement sous le mandat du nouveau maire de Vichy, Pierre-Victor Léger, élu en 1929, que le projet de construction d'un nouveau pont est véritablement lancé. Une conférence est organisée à Vichy le 29 août 1929 en présence du ministre des Travaux publics Pierre Forgeot accompagné de plusieurs personnes de son ministère, de représentants des Ponts et Chaussées, du préfet de l'Allier, Albert Bernard, des conseillers généraux du département, des maires de Vichy et de Bellerive et des dirigeants de la Compagnie fermière.
Il est décidé d'un financement de 3,6 millions de francs, répartis entre : 
- la Compagnie fermière pour 2 000 000 F plus une subvention "privée" de 600 000 F[5] ;
- la ville de Vichy pour 500 000 F[5] ;
- le conseil général de l'Allier pour 250 000 F[5] ;
- la ville de Bellerive pour 150 000 F[5] ;
- des subventions de particuliers de Bellerive pour 100 000 F[5].

Les travaux dépasseront finalement cette somme et l'État semble avoir pris en charge le surcoût.
Une consultation est lancée à laquelle répondent vingt-deux sociétés, quatorze sont retenues mais il semble que seules deux sociétés soumettent un projet et qu'une société en soumette deux,. Les différentes soumissions sont dévoilées le 9 décembre 1929 avec deux projets de pont en béton armé :
- le projet Boussiron[5] qui prévoit un pont neuf mais qui conserve l'ancien pont en fonte dont la structure servirait de support lors de la construction des coffrages, échafaudages et cintres nécessaires pour le béton armé. Une fois le pont achevé, le pont en fonte serait alors pris, et caché, dans la nouvelle structure en béton[5] ;
- le projet Peinard-Considere[5] qui prévoit la destruction de l'ancien pont puis le coulage du béton armé sur un cintre préalablement monté[5].

Les deux autres projets, présentés par la société Fives-Lille, sont des ponts à poutres en arc en acier.
C'est l'un de ces deux derniers qui sera retenu, le 10 mars 1930. Il prévoit une construction en deux étapes qui présente l'avantage de ne pas interrompre la circulation. Une moitié du nouveau pont sera construite sur toute la largeur de la rivière, accolée, côté amont, à l'ancien pont qui restera alors en service. Une fois achevé, cette moitié sera mise en service et l'ancien pont sera démoli et la construction de la seconde moitié côté aval sera alors lancée à sa place. Les fondations et les piles de l'ancien pont, jugées saines, seront conservées, elles seront juste élargies côté amont pour supporter la première partie de la nouvelle construction. Cet élargissement des piles sera fait à l'aide de caissons métalliques enfoncés dans le lit de la rivière, une technique déjà éprouvée à l'époque.
La largeur du tablier du nouveau pont est le double de l'ancien, passant à neuf mètres de voies routières et trois mètres de trottoir de chaque côté. La largeur initiale demandée des trottoirs dans l'appel d'offres était de seulement deux mètres mais cette plus grande largeur est imposée par le processus de demi-largeur successive (pendant la seconde phase de travaux, le nouveau « demi-pont » ne disposait que d'un seul trottoir, côté rivière, d'où la nécessité qu'il soit plus large).
Les travaux durent 14 mois. Ils entraînent la destruction du chalet de l'Octroi, l'un des deux chalets qui se trouvaient en bordure des parcs au débouché de l'ancien pont de chaque côté de la route, seul subsiste le chalet des Suppliques (aujourd'hui inscrit aux Monuments historiques). 1 400 tonnes d'acier des usines Fives-Lille sont nécessaires. Le nouveau pont est officiellement inauguré le 11 septembre 1932, en présence de Philippe Marcombes, alors sous-secrétaire d'État à l'Éducation physique et ancien député-maire de Clermont-Ferrand. Le pont prend le nom d'Aristide Briand, ancien président du Conseil, mort quelques mois auparavant.

### Le pont pendant la guerre
En juin 1940, face à l'arrivée des troupes allemandes, Vichy est déclarée ville ouverte par les autorités municipales. Mais le général d'Aumières, commandant du 13e corps d'armée à Clermont-Ferrand refuse et ordonne la destruction du pont avant l'arrivée des Allemands. Il fait envoyer une section depuis Riom pour miner le pont et fait installer un canon sur les hauteurs de Bellerive. Les négociations du maire Pierre-Victor Léger et du député-maire de Bellerive, Paul Rives arrivent à convaincre le chef d'état-major du général d'Aumières que Vichy reste ville ouverte et que le pont ne soit pas détruit.
Le 1er juillet 1940, le gouvernement remonte de Clermont-Ferrand où il était réfugié et s'installe à Vichy. Le véhicule transportant Pierre Laval tombe en panne sur le pont de Bellerive et celui-ci entre dans la ville à pied,.
Le 20 août 1944 au matin, c'est par le pont de Bellerive, que la Feldgendarmerie et les services du SD allemands entrent dans Vichy pour encercler l'hôtel du Parc et emmener le maréchal Pétain à Belfort.
Le pont va aussi connaître pendant cette période, en novembre 1943, sa plus grande crue jusqu'à aujourd'hui avec une crue trentenale, atteignant presque le tablier du pont.

### Rénovation des chaussées de 2012
Entre le 21 mai et le 15 août 2012, le département de l'Allier, gestionnaire de cette route, effectue des travaux sur le pont pour reconstruire la chaussée et les trottoirs. Environ 25 000 véhicules, dont les bus des lignes B, C et G du réseau de transport en commun MobiVie, transitent alors par ce pont. Les travaux coûtent 565 000 €. Les communes de Vichy et Bellerive-sur-Allier et la communauté d'agglomération de Vichy Val d'Allier avaient préalablement préparé les travaux et les lignes de bus avaient vu leurs trajets et horaires modifiés, avec détournement par le pont de l'Europe, en aval.
Le chantier de reconstruction du pont se déroule en quatre étapes : démolition puis reconstruction des trottoirs amont puis aval, reconstruction de la chaussée dans un sens avec circulation à sens unique, travaux de finition.
Le pont rouvre à la circulation le 10 août 2012 après-midi avec deux voies de circulation. Le président de la communauté d'agglomération avait demandé la création d'une voie centrale pour les bus mais cette option pouvait créer des problèmes lors de leur réinsertion dans le trafic automobile. La ville de Vichy s'y est opposée invoquant « un gain de temps de dix secondes ». En outre, un passage piétons en deux temps créé en 2010 du côté de Bellerive-sur-Allier a été supprimé ; pourtant, réduit au gabarit d'une voie par sens pour améliorer la sécurité des piétons, il a été modifié avec une traversée cycliste obligeant les cyclistes, avec la séparation imposée sur le pont, d'emprunter cette traversée pour utiliser le trottoir amont.
Le revêtement en résine qui avait été posé sur les trottoirs du pont lors de cette rénovation était déjà fortement dégradé trois ans après, la couche de résine tenant mal. Des travaux de réhabilitation ont été réalisés par une entreprise de l'Indre entre octobre et décembre 2016, les trottoirs disposant alors d'un « nouveau revêtement à base d'asphalte ».

### Accident mortel de 2016
Le 7 juin 2016, un deux-roues dérape sur les plaques de fonte qui protégeaient un chantier de remplacement d'une conduite d'assainissement passant sous le pont et va s'encastrer sous une voiture arrivant en face. Adrien Devigne, un motocycliste de 18 ans, meurt à l'hôpital des suites de ses blessures. Une plaque apposée sur un des lampadaires du pont rappelle son souvenir.

### Rénovation des garde-corps et lampadaires Art déco de 2020
En juillet 2020, une restauration des garde-corps et des candélabres d'origine est lancée. Les garde-corps, fortement corrodés, sont déposés et suivant leur état sont restaurés ou remplacés à l'identique. Lors de leur réinstallation, ils sont rehaussés par une poutre basse pour répondre aux nouvelles normes de sécurité.

### Rénovation des trottoirs et nouvelle bande cyclable en 2021
Les trottoirs ont été refaits au printemps 2021. Une bande cyclable est également créée de chaque côté de la chaussée routière, séparée de la voie automobile par des petits boudins en caoutchouc galvanisé, les trottoirs étant de nouveau entièrement dédiés à la circulation piétonne.

### Changement de nom

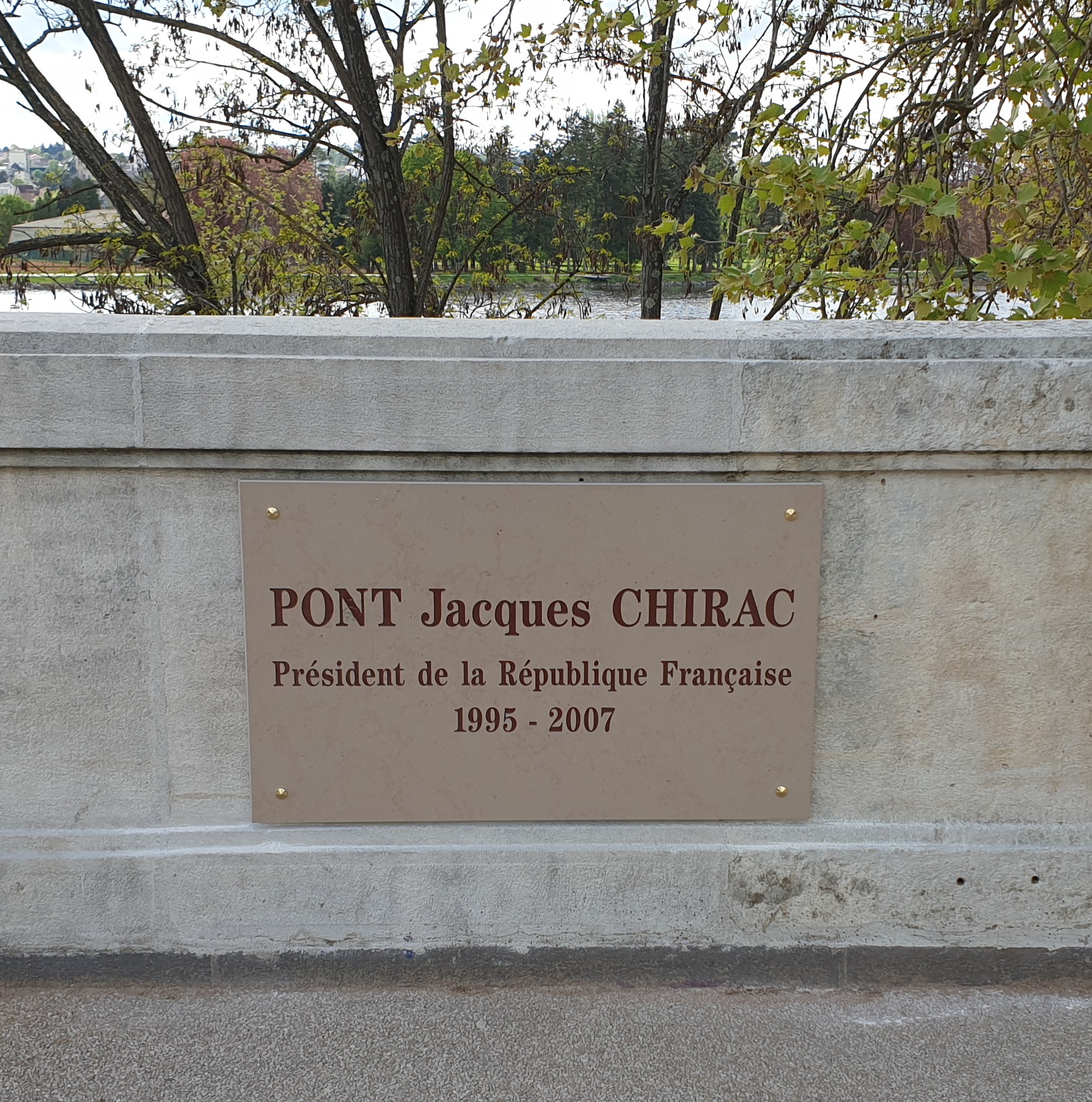
Plaque Pont Jacques-Chirac dévoilée le 26 avril 2023.

Le pont, connu par la population sous le nom de pont de Bellerive, portait depuis son inauguration le nom de pont Aristide-Briand comme l'avenue qu'il prolonge à Vichy. Le 4 avril 2022, le conseil municipal de Vichy décide de donner au pont le nom de Jacques Chirac, mort en septembre 2019.
La nouvelle dénomination du pont a été inaugurée des deux côtés du pont le 26 avril 2023 dans le cadre d'une semaine mémorielle en présence de Claude Chirac, de Serge et Beate Klarsfeld et de Frédéric Salat-Baroux, secrétaire général de l'Élysée de 2005 à 2007,.

### Trafic actuel et déchargement sur d'autres ponts
Le trafic en 2016 était estimé à 30 000 véhicules par jour, contre 23 000 véhicules par jour en 2006 soit une augmentation du trafic de 30 % en dix ans.
Le 21 octobre 2009, des associations de riverains avaient manifesté sur la desserte actuelle et bloqué le pont afin de « faire sauter le verrou du contournement nord-ouest ».
Afin de décharger ce trafic relativement élevé sur le pont de Bellerive dû à l'absence de contournement de l'agglomération, des franchissements de l'Allier avaient été programmés en amont du pont :  
- un franchissement sur la commune d'Abrest ;
- un franchissement au sud de Saint-Yorre, intégré au projet de contournement sud-ouest de l'agglomération.

En mai 2022, seul ce dernier a été réalisé et mis en service début 2016 lors de l'ouverture de cette voie de contournement sud-ouest. Le contournement nord-ouest de l'agglomération vichyssoise est lui toujours en projet.

## Sites à proximité immédiate et points de vue
- Les parcs de Vichy, de part et d'autre du pont, créés par Napoléon III après endiguement de la rive droite en 1861. Juste à la sortie du pont, côté aval, à l'entrée du parc Napoléon-III, se trouve une petite maison de briques rouges et jaunes, quelquefois appelée le « chalet des soupirs ». Elle a été construite, ainsi qu'un autre maison jumelle située juste en face, de l'autre côté de la route (côté amont, à l'entrée de l'actuel parc Kennedy) en 1864 par Radoult de Lafosse[31]. Ces maisons ne servaient pas au péage de l'ancien pont suspendu (Napoléon III avait fait supprimer ce péage en 1861) mais étaient utilisées l'une pour le gardien du parc (la maison toujours existante de nos jours) et l'autre à l'administration des parcs. Cette dernière sera réaffectée assez vite et pour quelques années à la surveillance du pont suspendu, pour éviter que des chariots trop chargés ne le franchissent (problème qui sera résolu avec la construction du pont de fonte, plus solide, en 1870). Cette maison sera détruite lors de la construction en 1932 du nouveau pont, plus large[31] et dont elle gênait l'accès.
- Les berges de l'Allier : le pont de Bellerive, avec le pont de l'Europe permet de faire le tour du lac d'Allier, un lac artificiel créé par le barrage situé sous le pont de l'Europe, le long de berges aménagées.
- Le square des 80 Parlementaires, un square situé rive gauche, côté amont, à Bellerive-sur-Allier, à proximité immédiate du pont. Inauguré le 10 juillet 2013[32], il a été nommé en l'honneur des 80 parlementaires qui ont refusé le vote des pleins pouvoirs au maréchal Pétain en juillet 1940 lors de la réunion du parlement à l'opéra de Vichy.

Le pont offre aussi, en regardant la rive droite, une vue panoramique sur l'Allier, les parcs de Vichy d'où émergent à gauche les derniers étages et la toiture de l'ancien hôtel Ruhl, aujourd'hui le Palais des Parcs, une résidence privée et au centre le clocher de l'église Saint-Blaise située sur la butte des Célestins où se situe le Vieux Vichy, avec à son sommet une croix en verre éclairée la nuit. On aperçoit aussi tout à fait sur la droite, à l'amont de la rivière, la côte Saint-Amand (appelée aujourd'hui les Hurlevents, où se dresse le pylône de télécommunications), bord d'un plateau dominant le sud-est de l'agglomération à plus de 400 mètres d'altitude.
- En rive gauche, le parc du Pont d'Allier (côté amont) et le Sporting Vichy Tennis & Padel (côté aval).

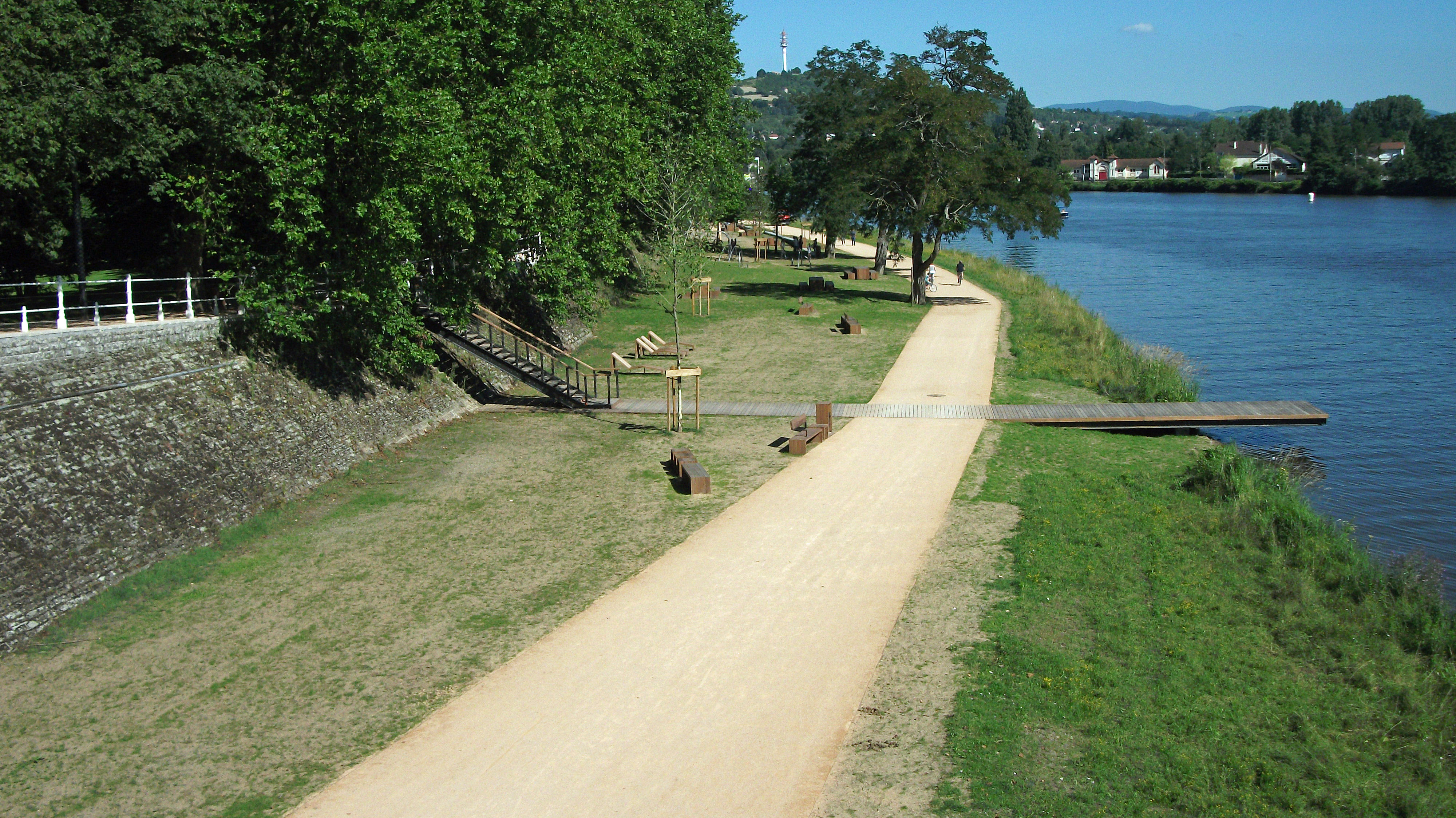
Berges de l'Allier en amont, rive droite (2014).
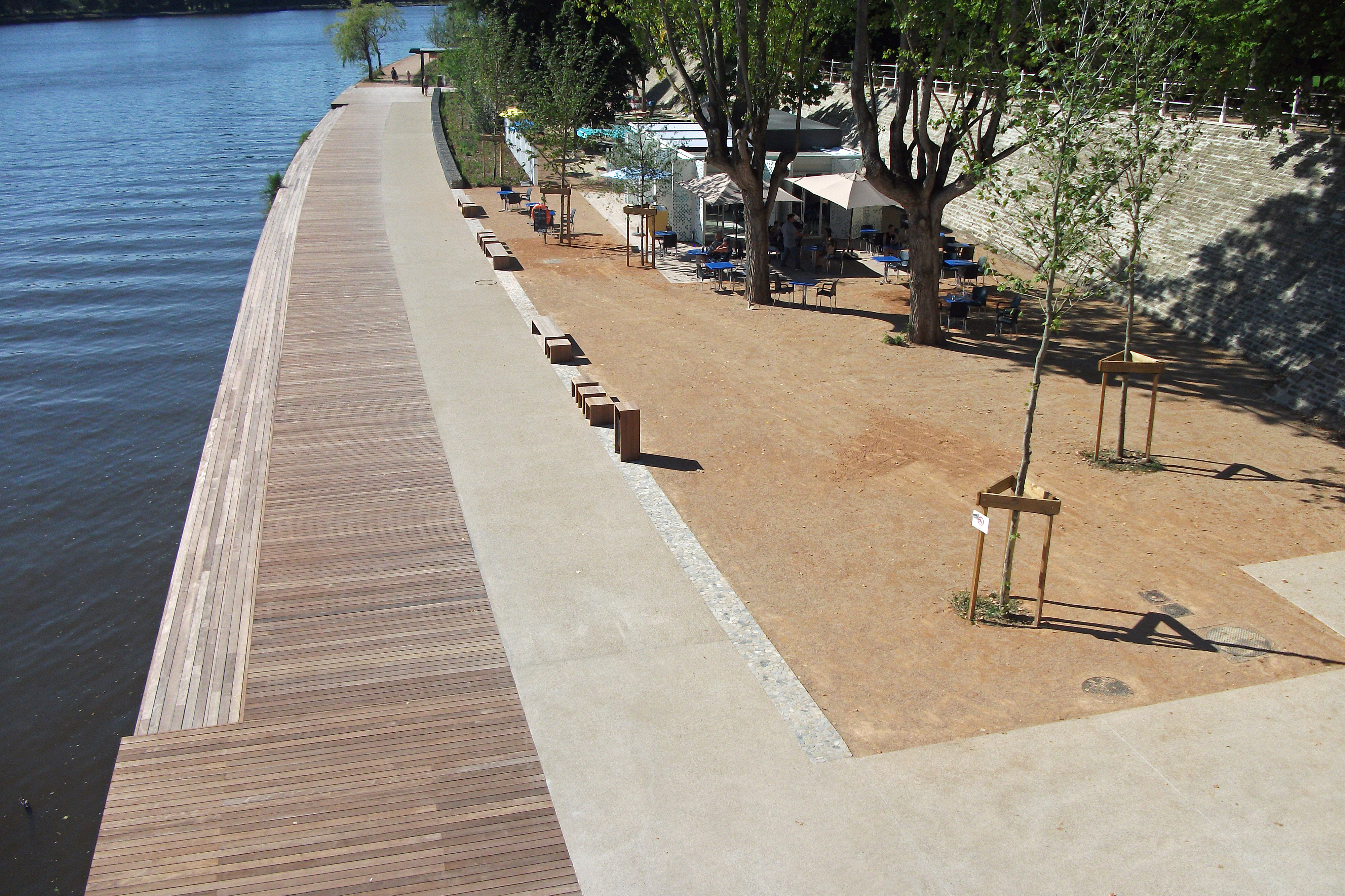
Berges de l'Allier en aval, rive droite (2014).
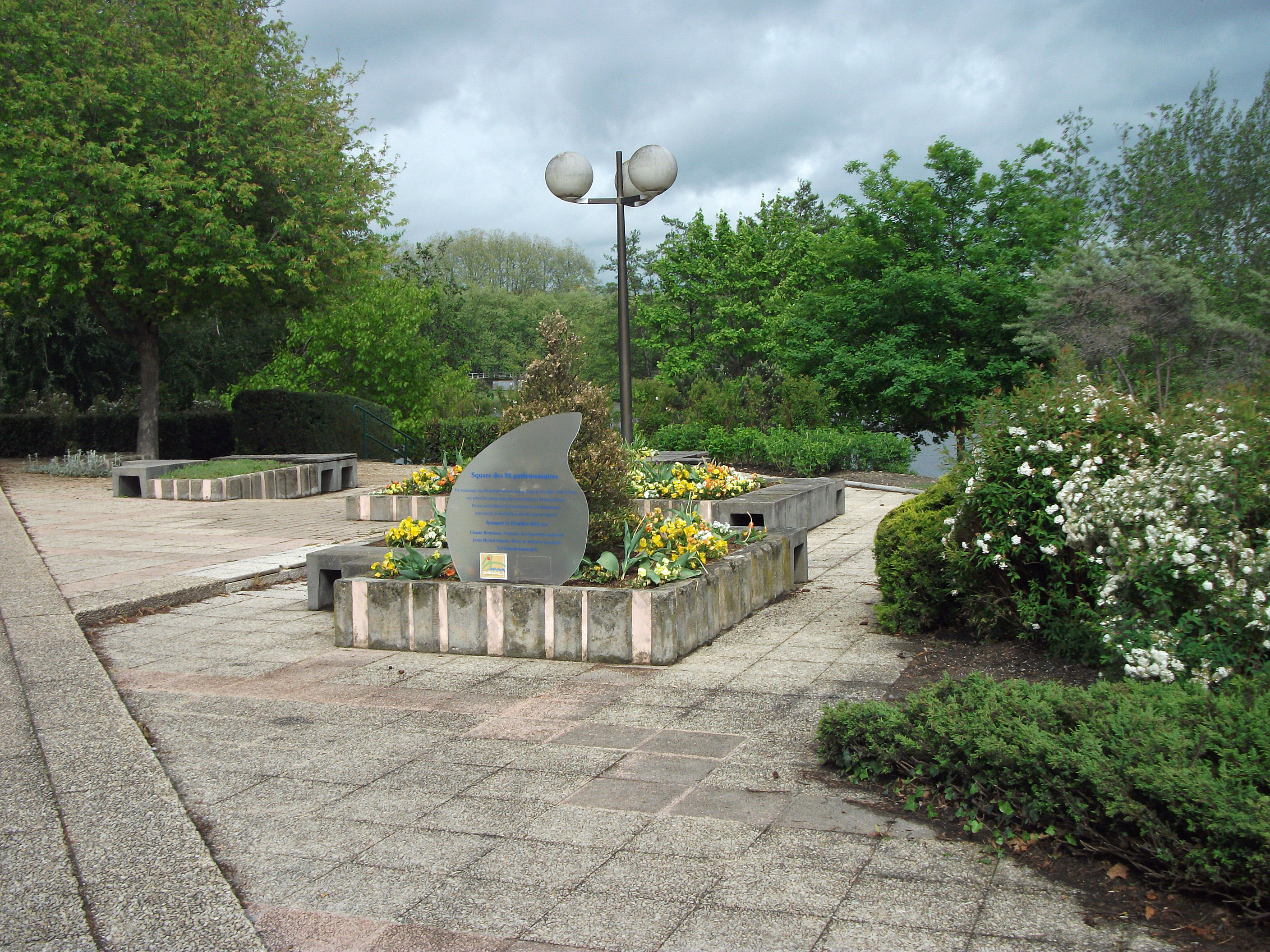
Square des 80 Parlementaires, rive gauche, en amont (2014).
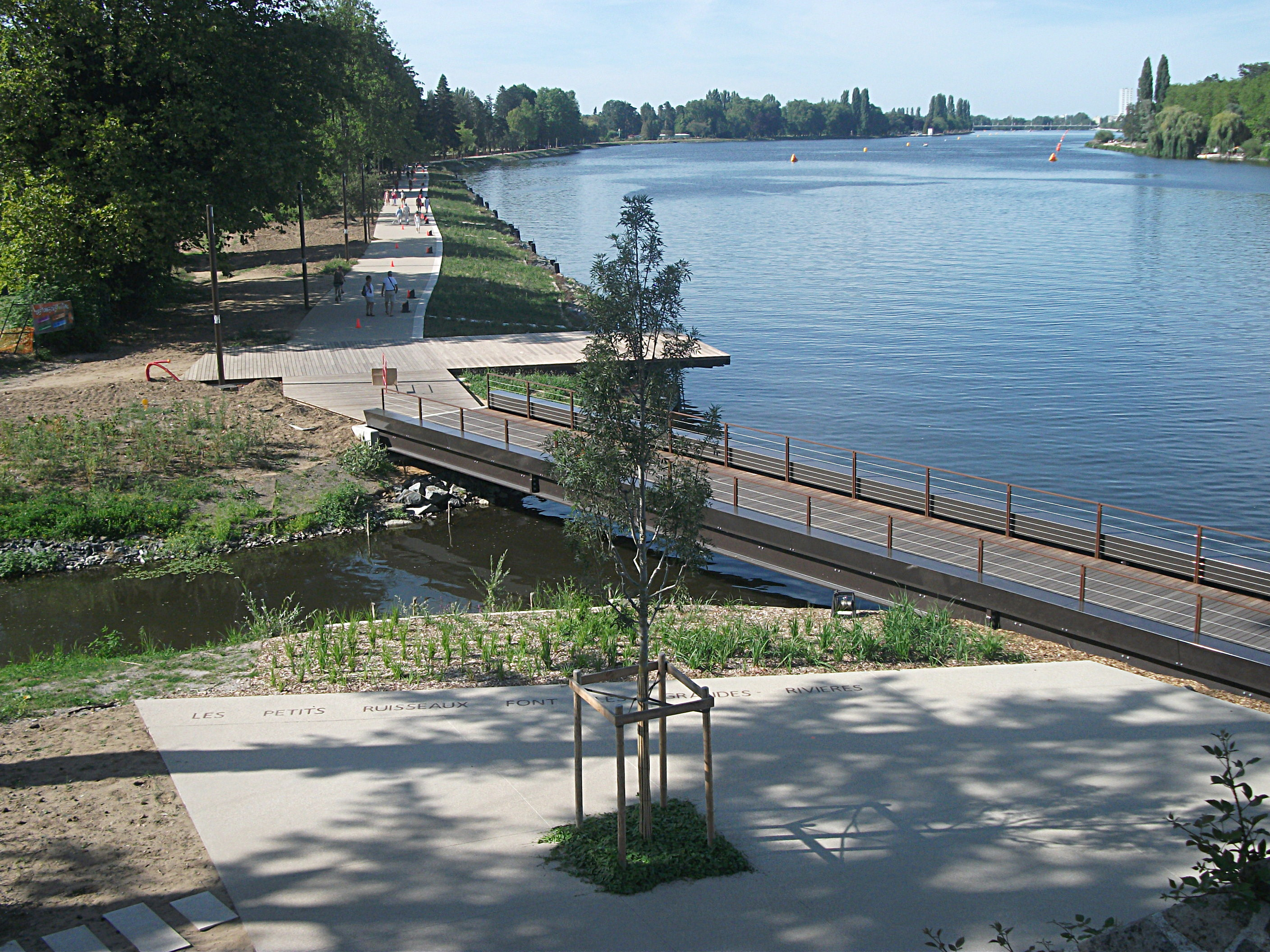
Berges de l'Allier en aval, rive gauche (2019).